# Emblema nacional de Bangladés
El emblema nacional de Bangladés fue adoptado poco tiempo después de la independencia del país en 1971. 
En la parte central del emblema aparece representada una flor de nenúfar situada sobre varias ondas que simbolizan el agua y rodeada por dos espigas de arroz. Sobre el nenúfar figuran cuatro estrellas de cinco puntas colocadas a los lados del capullo de una flor.
El nenúfar, uno de los símbolos nacionales del país, es una planta que crece en numerosos ríos que discurren por Bangladés. El arroz es esencial como cultivo para la agricultura y la alimentación de la población del país. Las cuatro estrellas representan los cuatro principios fundamentales consagrados originalmente por la primera constitución de Bangladés en 1972: nacionalismo, secularismo, socialismo, y democracia.
Los detalles del emblema se dan como se cita a continuación:
El emblema nacional de la República es la flor nacional de nenúfar descansando en el agua, que tiene en cada lado una espiga de arroz y está coronada por tres hojas unidas de yute con dos estrellas en cada lado de las hojas.

## Sello del Gobierno de Bangladés
El sello del gobierno de Bangladés (en Bengalí: বাংলাদেশ সরকারের সীল Bangladesh Sarkarer Sil) es usado por el Gabinete de Bangladés y el Gobierno de Bangladés en documentos oficiales.
Una versión se usa en la portada de los pasaportes de Bangladés. El sello presenta los mismos elementos de diseño que la primera bandera de Bangladés en un entorno circular. El anillo blanco exterior se muestra con la leyenda del nombre oficial del Gobierno de la República Popular de Bangladés en bengalí: গণপ্রজাতন্ত্রী বাংলাদেশ সরকার con cuatro estrellas rojas de 5 puntas. En el centro está el mapa del país en un disco rojo.

## Historia del sello
El sello fue adoptado como emblema nacional de Bangladés por el Gobierno Provisional de la República Popular de Bangladés, conocido popularmente como el Gobierno de Mujibnagar. que fue el gobierno en el exilio de Bangladés con sede en Calcuta, India, durante la Guerra de Liberación de Bangladés. Formado a principios de abril de 1971, el gobierno provisional confirmó la declaración de independencia de Pakistán Oriental realizada a principios del mismo año por el líder nacionalista bengalí Sheikh Mujibur Rahman el 26 de marzo.

## Galería de escudos

Emblema Nacional Monocromático de Bangladés
Sello de la Presidencia de Bengala
Emblema de Bengala Oriental (1947-1955)
Emblema de Pakistán Oriental (1955-1971)
Cresta del Presidente de Bangladés
Sello Presidencial de Bangladés
Sello del Primer Ministro de Bangladés
Sello del Gobierno Provisional de la República Popular de Bangladés (1971-1972)
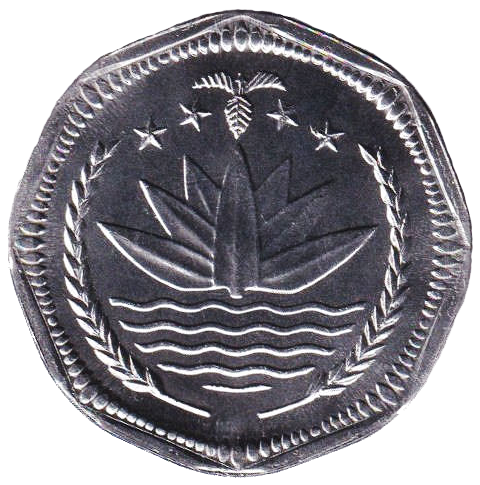
Emblema nacional de Bangladés en moneda de 50 paisas